# 郭掌從
郭掌從（1944年—），台灣畫家，出生於臺灣桃園農村，現居住於新北市深坑區。
學歷：1963年畢業於省立台北師範學校國立台北教育大學藝術科，受周瑛等老師啟蒙，開啟藝術教育與藝術創作的不二人生，又歷經台中師專美勞組、國立臺灣師範大學美術系、教育研究所諸多名師指導，更奠定了在藝術教育與藝術創作無往不利的坦途，各項比賽獲獎無數、求美得美。
藝術教育：曾服務16年的小學、9年的高職廣告設計科。14年的大學美育師資養成與行政院僑委會派赴全球25國52城市的僑民藝術巡迴教學，以及數十年的課外繪畫班，不分年齡、地域、藝術類別，作育英才無數可謂「全人美育師，桃李滿天下」。
繪畫創作：1990年 自學校教職服務25年期滿退休，專攻油畫技法鑽研與創作，在台北開設人體畫畫室，在九份築石屋當寫生基地，結交全台藝術前輩同好切磋技藝，同時受邀參加國內外無數展覽，參加多個繪畫團體，擔任理事長，讓畫藝更上層樓。2006年以後，因結識原住民亞磊斯泰吉華坦理事長，推薦各族原住民模特兒作為寫生題材，並帶領參加原住民各項祭典，閱讀原民圖書資料，發現原住民文化深具特色，生命力堅強，許多表現突出於漢民族文化之上。於是醉心於原住民題材的油畫創作，繪畫內容由單人而群像，由靜態而動態，由小幅到巨構，繪畫手法由細膩而狂野奔放，成為晚近這些年最主要的創作題材。
創作理念 ：
1. 師法自然、以自然為師，山川、大地千變萬化，色彩、造形充滿美感，空間、氛圍深無止境，以視覺捕捉感覺，以感覺成就永恆。
2. 生命可貴、生靈可敬，掌從老師畫山、畫水、畫遍天下，最終發現最美的還是「人」，尤其是台灣的原住民。原住民達觀率真、勤奮耐勞，敬畏天地祖靈、堅強生命的力與美，便經常出現在他的腦海與畫面上。
3.油畫表現由早期的工筆細膩寫生，進而大膽地塊面堆疊，色彩也由單純的表層色相，變成冷暖相配，讓觀者在視網膜自行呈現互補調和，意象入神，追求各異。
聯展：曾應邀國內外名家展覽數百次，如歷年東京都美術館「全日展」，美日韓台名家展，全國油畫展、台陽展、全國百號油畫展、五月畫會展、台日、台美美術展、台灣北岸、星期日畫家會展，國際原始藝術展，亞洲新意展，浙江、福建、河南、北京、山東、哈爾濱等省兩岸名家展，及數十次的全球僑教師生展。
個展：曾在美國紐約，國立國父紀念館，台北市藝文中心，新北市政府，桃園國際機場、文化局、原民局，花蓮、台東藝文中心及多所科技大學、飯店、和私人藝廊等舉辦大型油畫個展27次。
獲獎：師大美展雕塑、平面設計、立體設計第一名，史博館全國水墨畫展特優，日本書道展特選賞、金牌賞，台灣中部美展油畫部第一名，日本全日展獲特別獎勵賞兩次，獲選桃園市亮點藝術家，出版個人專輯表揚。
典藏：油畫獲李登輝總統購贈日本京都大學典藏，義大利國營電視台、美國東西中心、福建美術學院、佛光緣美術館、國父紀念館、國立師大美術館、教育資料館、台開美術館、國泰美術館、桃園市原民局、文化局、高雄市立美術館、台開美術館、台北富士飯店、九份美術館及私人藏家典藏百餘件。
出版：郭掌從油畫選輯七集，國民中學美術教科書、教師用書3冊、兒童水墨畫的認識與指導、學校環境的美化與綠化、開拓北台郭氏族譜、世界郭氏宗譜。
結語：步入藝術叢林，走過甲子更替，至今珍貴八十藝術人生，閱歷廣裘，不伎不求，彳亍前行、藝無反顧，豐盈而富足。